# بلوم اند فوس بي في 138
بلوم اند فوس بي في 138 (تنين البحر)،طائرة قارب ثلاثية المحركات ألمانية في الحرب العالمية الثانية في سلاح الجو النازي.
تم بناء ما مجموعه 297 وحدة بين عامي 1938 و1943. 

## التصميم والتطوير

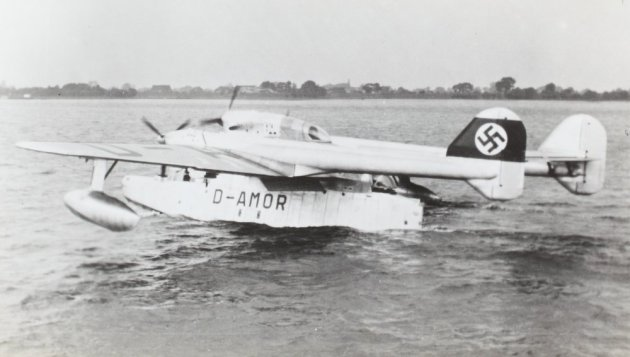
النموذج الأولي الثاني Ha 138 / BV 138 V2

تم تطويره في الأصل تحت اسم شركة هامبورغ فلوجزويباو، وتم تعيين النوع في البداية ها 138. كان مظهرها فريدًا في الجمع بين ميزات التصميم غير العادية مع وحدة ذيل الرافعة المزدوجة، وجسم الطائرة القصير وتكوين المحرك الثلاثي. 
تم استخدام ثلاثة محركات مكبس. تم تركيب المحرك المركزي فوق الجناح، بمروحة ذات أربع شفرات، بينما كانت المحركات ذات الأجنحة المنخفضة، بمراوح ذات ثلاث شفرات. 
أذرع وحدة الذيل التوأم، تشبه إلى حد كبير طائرة الاستطلاع ذات المحركين الصغيرة فوك وولف فو 189، الممتدة أفقيًا من الجزء الخلفي من المحرك الخارجي. 
لأسباب هيدروديناميكية، ظهرت بدن «منعطف» أو «منقار» مميز في المؤخرة. 